# 김하종
김하종(金夏鐘)은 조선 후기 「장안사」 「철종철인후가례도감의궤도」 등의 작품을 그린 화가. 본관은 개성(開城). 자는 대여(大汝), 호는 유당(蕤堂)·유재(蕤齋) 또는 설호산인(雪壺山人).